# أكي (كوتشي)
مدينة أكي (بالإنجليزية: Aki)‏ هي أحد المدن التابعة لمحافظة كوتشي. تأسست رسميًا في 01/08/1954. ويقدر عدد سكانها بـ 20555 نسمة حسب تقدير مكتب الإحصاء الياباني لعام 2012. تبلغ مساحة أكي 317.34 كم2. بكثافة سكانية تبلغ 64.8 نسمة/كم2.

## توأمة
لأكي (كوتشي) اتفاقيات توأمة مع كل من:
- تاتسونو
- توميساتو
- هيروشيما
- شيزوكويشي
- موروتو
- أنان